# Aleșd

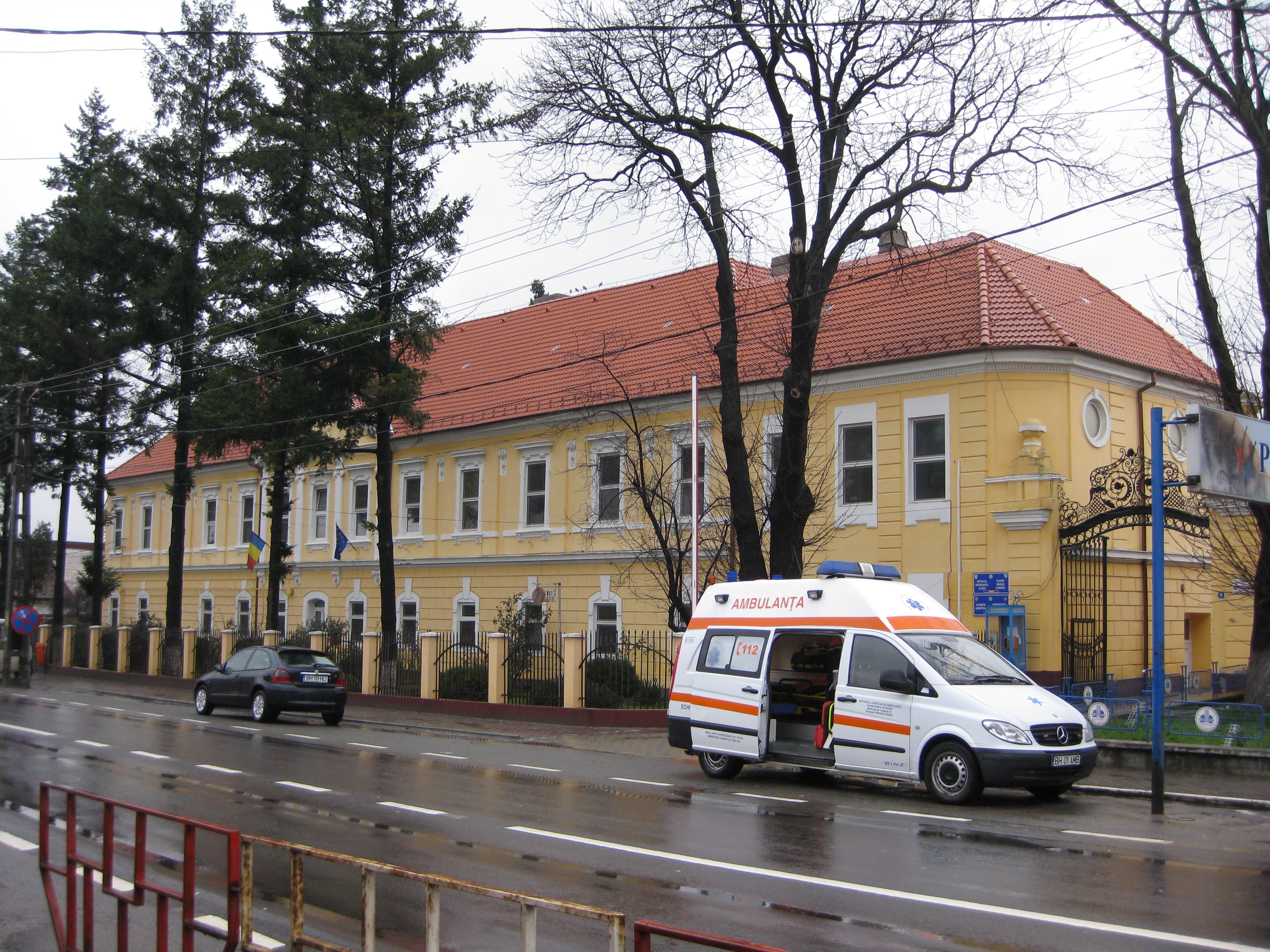

Aleșd é uma cidade da Romênia com 10852 habitantes, localizada no județ (distrito) de Bihor.